# Biegefestigkeit

Balken unter Biegebelastung
Zugspannung unten, Druckspannung oben
(maximal in jeweiliger Randfaser unter der belastenden Kraft bei A bzw. B)

Die Biegefestigkeit {\displaystyle \sigma _{B,R}} ist diejenige Zug- oder Druckspannung in der Randfaser eines Bauteils (Balken, Platte u. ä.), die bei Belastung durch ein Biegemoment (Durchbiegung) auftritt und zu plastischer Verformung oder Bruch des Bauteils führt. Sie ist eine von mehreren quantitativ angebbaren Festigkeitswerten hat somit die Einheit einer Spannung, z. B. N/mm².

## Prüfung
Die Biegefestigkeit wird definiert als jene fiktive Spannung, die das Bauteil unter Biegebeanspruchung beim Versagen hätte, wenn sich das Material linear-elastisch verhielte:
{\displaystyle \sigma _{B,R}(x,y,z)={\frac {|M_{\eta }|}{W_{\eta }}}}
dabei ist
{\displaystyle \sigma _{B}} die Biegespannung
{\displaystyle M} das Biegemoment
{\displaystyle W} das axiale Widerstandsmoment.
Bei reiner Biegebeanspruchung treten sowohl Zugspannungen ({\displaystyle \sigma >0}) als auch Druckspannungen ({\displaystyle \sigma <0}) auf:
{\displaystyle \sigma _{B,E}(x,y,z)=-{\frac {M_{z}(x)\cdot I_{y}(x)+M_{y}(x)\cdot I_{yz}(x)}{I_{y}(x)\cdot I_{z}(x)-(I_{yz}(x))^{2}}}\cdot y+{\frac {M_{y}(x)\cdot I_{z}(x)+M_{z}(x)\cdot I_{yz}(x)}{I_{y}(x)\cdot I_{z}(x)-(I_{yz}(x))^{2}}}\cdot z} 
dabei ist
{\displaystyle x} die Koordinate in waagerechter Richtung (Koordinate in Klammern: Positionsangabe im Bauteil; Koordinate als Index: Angabe der Koordinatenachse, um die ein Moment wirkt, s. u.)
{\displaystyle y} die Koordinate nach vorne
{\displaystyle z} die Koordinate in senkrechter Richtung
{\displaystyle I_{y}(x),I_{z}(x),I_{yz}(x)} die Flächenträgheitsmomente.
Bei sehr spröden Werkstoffen entspricht die Biegezugfestigkeit der Zugfestigkeit, da der Bruch gerade dann eintritt, wenn die Spannung auf der Zugseite die Zugfestigkeit erreicht.
Für metallische Werkstoffe gilt dies nicht zwangsläufig, bspw. ist bei Grauguss die Biegefestigkeit 2 bis 2,5-mal höher als die Zugfestigkeit.

### Faserverstärkte Kunststoffe gemäß DIN EN ISO 14125:2011-05
„Biegefestigkeit: Die maximale Biegespannung, die während eines Biegeversuchs vom Probekörper ertragen wird bei akzeptierbaren Versagensarten.“

Die Biegefestigkeit kann im Labor mittels 3- oder 4-Punkt-Biegeversuch bestimmt werden:

#### Dreipunkt-Biegeversuch

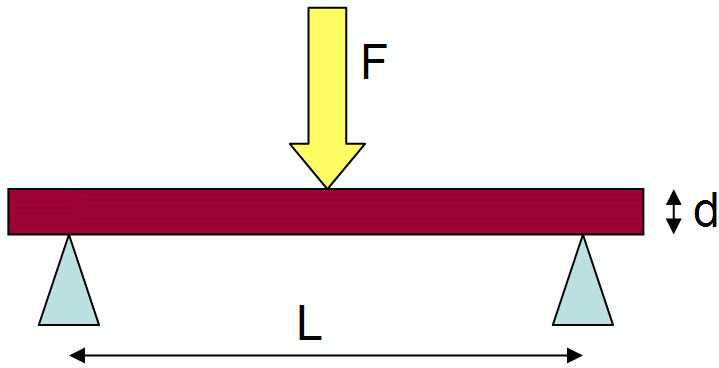
Dreipunkt Biegeversuch

{\displaystyle \sigma _{f}={\frac {M_{y}}{W}}}
dabei ist
{\displaystyle \sigma _{f}} die Biegespannung
{\displaystyle M_{y}={\frac {F\,L}{4}}} das Biegemoment
{\displaystyle W={\frac {b\,d^{2}}{6}}} das Widerstandsmoment
also
{\displaystyle \sigma _{f}={\frac {3\,F\,L}{2\,b\,d^{2}}}}
dabei ist
{\displaystyle F} die Kraft (mittig)
{\displaystyle L} die Stützweite
{\displaystyle d} die Dicke des Probekörpers
{\displaystyle b} die Breite des Probekörpers

#### Vierpunkt-Biegeversuch
{\displaystyle \sigma _{f}={\frac {M_{y}}{W}}}
dabei ist
{\displaystyle M_{y}={\frac {F\,(L-L_{i})}{4}}} das Biegemoment
{\displaystyle W={\frac {b\,d^{2}}{6}}} das Widerstandsmoment
also
{\displaystyle \sigma _{f}={\frac {3\,F\,(L-L_{i})}{2\,b\,d^{2}}}}
dabei ist
{\displaystyle F} die Gesamtkraft (mittig)
{\displaystyle L} die Stützweite
{\displaystyle L_{i}} Abstand von {\displaystyle F/2}
{\displaystyle d} die Dicke des Probekörpers
{\displaystyle b} die Breite des Probekörpers

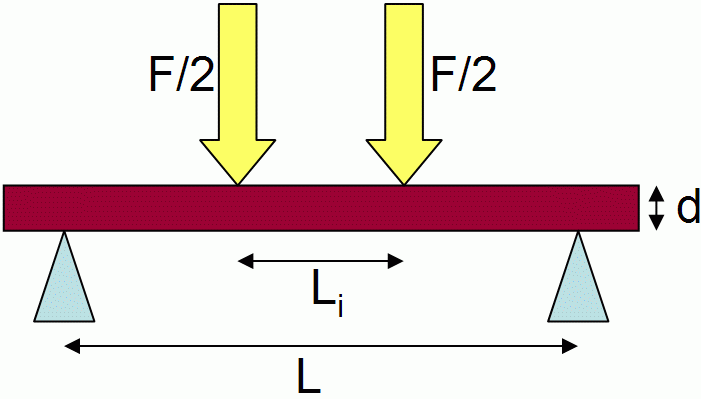
Vierpunkt Biegeversuch

Befinden sich die Lasten in den Drittelpunkten der Stützweite:
{\displaystyle \sigma _{f}={\frac {F\,L}{b\,d^{2}}}}

## Biegezugfestigkeit
Die als Biegezugfestigkeit {\displaystyle \beta _{BZ}} oder {\displaystyle f_{cb}} definierte Kenngröße bezeichnet die maximale aufnehmbare Zugspannung eines Körpers bzw. Werkstoffs bei Beanspruchung durch Biegung (eventuell in Kombination mit einer Normalkraft). Ist die aufgebrachte Biegespannung in einer Faser größer als die Biegezugfestigkeit, so kann die Faser die Spannung nicht aufnehmen und versagt. Dies kann zum statischen Versagen einer Konstruktion führen.
Die Biegezugfestigkeit kann sich von der reinen Zugfestigkeit unterscheiden, da
1. die (fiktive) Zugspannung in der Biegetheorie oft mit Hilfe der linearen Elastizitätstheorie bestimmt wird, diese jedoch nicht tatsächlich auftritt (z. B. bei Holz),
2. an Fehlstellen sich die Belastung auf Fasern umlagert, die noch nicht die Belastung der vollen Festigkeit erreicht haben.

Die Biegezugfestigkeit des Betons kann nach DIN 1048, Band 5 (Prüfverfahren an Probekörpern) experimentell ermittelt werden an einem Balken, der durch zwei gleich große Lasten auf dem mittleren Drittel seiner Stützweite mit dem größten Biegemoment beansprucht wird.

## Beispielwerte
- OSB-Platte können Werte von bis 22 N/mm² in der Hauptachse erreichen, in der Querachse liegen sie bei 9 bis 11 N/mm².[6]
- Spanplatten können 22 N/mm² erreichen, meist liegen die Werte jedoch darunter[6]
- Tischlerplatten weisen in Längsrichtung Werte von 20 – 55 N/mm² auf, in Querrichtung aber nur 11 – 30 N/mm².[6]
- Holzbretter haben eine Biegefestigkeit von bis zu 35 N/mm² in Längsrichtung aber oft nur 1 N/mm² quer zum Faserverlauf.
- Mehrschichtige verleimte Massivholzplatten (Leimholzplatte, Dreischichtplatte ..) erreichen Werte von 15 bis 35 N/mm² längs zur Platte, wobei die Platten mit den höheren Werten in Längsrichtung quer zur Plattenebene oft nur eine Biegefestigkeit von 5 N/mm² erreichen.[6]
- HPL-Schichtstoffplatten (Phenol-Melaminharz imprägnierte Papierbahnen) erreichen 80 N/mm².[6]
- Zementgebundene Leichtbeton-Bauplatte mit Leichtfüllstoff-Mittellage und beidseitiger Deckschichtarmierung aus Glasfaser-Gittergewebe mit 12,5 mm Stärke und einer Biegefestigkeit von 6 N/mm² sowie einem E-Modul von 4200 N/mm².[7]
- Lehm-Oberputz, faserhaltig, besitzt eine Biegezugfestigkeit von beispielsweise 0,78 N/mm² bei einer Druckfestigkeit von 2,1 N/mm², Haftfestigkeit von 0,30 N/mm² und einem normierten Abrieb von 0,6 g.[8]
- Gipsgebundene Trockenestrichplatten mit Faserbeimischung in einer Stärke von 20 bis 25 mm weisen eine Biegezugfestigkeit von mindestens 4 N/mm² auf.[9]
- Zement- und kunstharzgebundene Boden-Nivelliermasse besitzt eine Biegezugfestigkeit von 6,5 N/mm² bei einer Druckfestigkeit von 26 N/mm² und einer Rohdichte von 1750 kg/m³.[10]
- Verzinktes Stahlblech, 0,6 mm dick, hat typischerweise eine Biegezugfestigkeit von über 200 N/mm²